# オーディエンスレスポンスシステム
オーディエンスレスポンスシステム (ARS) とは、講義者と学習者の双方向コミュニケーションを可能にするコミュニケーションツールである。 

## 概要
講義者と学習者が一堂に会する双方向コミュニケーションシステムの場合は、ワイヤレスハードウェアとプレゼンテーションソフトウェア（PowerPoint等）を組み合わせて利用する。 
また双方向コミュニケーションシステムを遠隔地でを使用する場合、学習者がテレビやインターネットを通して電話投票やウェブ投票を活用する。
教育用語では、このようなシステムは「スチューデントレスポンスシステム (SRS)」または「パーソナルレスポンスシステム (PRS)」と呼ばれている。
学生が先生の質問に応答するために指で操作可能な遠隔操作は、しばしば「クリッカー」とも呼ばれている。

## 現状
アメリカやヨーロッパなど教育システムが進んでいる地域では学校の授業などで一般的に活用されており、近年日本でも大学教育などのファカルティ・ディベロップメントの一環として認知され始めている。
これを活用した授業やプレゼンテーションを行うには、この特徴を把握するとともに、効果的な活用ができるような準備が必要となる。これらのテクニックを如何に上手に把握･活用できるかが授業内容における差が顕著に現れることとなる。